# Teixeirinha a 7 Provas
Teixeirinha a 7 Provas é um longa-metragem brasileiro de 1972, produzido e estrelado pelo cantor e compositor gaúcho Teixeirinha.

## Sinopse
Desta vez, Teixeirinha enfrenta grandes desafios, tendo que cumprir 7 provas, entre elas, pular da Ponte do Guaíba, em busca de um tesouro perdido e conquistar o coração de uma bela jovem. Música, romance e muito humor, acentuado pela atuação do comediante chileno Jimmy Pipiolo. Tem como cenário a cidade de Porto Alegre.

## Elenco
- Teixeirinha
- Mary Terezinha
- Jimmy Pipiolo